# Sanel Kuljic
Sanel Kuljic est un footballeur professionnel autrichien. Il est né le 10 octobre 1977 à Salzbourg. Il mesure 178 cm et pèse 75 kg. Il joue au poste d'attaquant.

## Biographie
Après une longue carrière au sein du SV Ried en Autriche, il signe un contrat au FC Sion en 2006. Le 8 mars 2007, il quitte ce club sous prétexte de ne pas avoir reçu son salaire. 
Meilleur buteur du FC Sion, l'international autrichien a résilié le contrat qui le liait avec le club valaisan en raison de divergences financières. Venu de Ried, Kuljic a inscrit 12 buts sous les couleurs sédunoises. « Nous avions beaucoup investi sur ce joueur, explique le président Christian Constantin. Il nous quitte principalement en raison de son refus de s'acquitter de l'impôt à la source. Après une dernière discussion, il avait demandé à terminer finalement la saison avec nous. Nous avons refusé. Maintenant, la situation est claire : s'il signe dans un nouveau club ces prochains jours, nous nous opposerons à sa qualification. Cela sera à la FIFA de trancher ».
Sanel Kuljic avait déjà souhaité quitter le FC Sion pour répondre à une offre du Japon. Christian Constantin s'était opposé à ce départ. Depuis la reprise, Kuljic n'a pas trouvé le chemin des filets en quatre matches, ratant la transformation d'un penalty à Lucerne.
Son club fétiche le SV Ried joue actuellement le 2e tour de la coupe UEFA contre le FC Sion (saison 2007-2008). Ayant eu quelques mots très fort avec son ancien président, Kuljic a invité toute l'équipe autrichienne à venir manger chez lui en cas de victoire.

## Carrière
| Saison    | Club                     | Pays     | Matchs | Buts |
| --------- | ------------------------ | -------- | ------ | ---- |
|           | SV Grödig                | Autriche |        |      |
| 1995-1996 | BNZ Salzburg             | Autriche | 1      | 0    |
| 1996-2000 | SV Austria Salzbourg     | Autriche |        |      |
| 1997-2000 | Schwarz-Weiß Salzburg    | Autriche |        |      |
| 2000-2001 | SV Bad Bleiberg          | Autriche | 32     | 11   |
| 2001-2002 | SV Pasching              | Autriche | 14     | 10   |
| 2002-2003 | LASK Linz                | Autriche | 13     | 1    |
| 2003-2007 | SV Ried                  | Autriche | 94     | 96   |
| 2006-2007 | FC Sion                  | Suisse   | 32     | 27   |
| 2007-2008 | Austria Vienne           | Autriche | 34     | 11   |
| 2008-2009 | SC Magna Wiener Neustadt | Autriche | 23     | 23   |
| 2009-2010 | SC Magna Wiener Neustadt | Autriche | 14     | 18   |
| 2010      | Xamax FC                 | Suisse   | 29     | 17   |
| 2011      | AEL Larissa              | Grèce    | 5      | 0    |
| 2012-     | Kapfenberger SV          | Autriche | 0      | 0    |

## Sélections
- 20 sélections et 3 buts avec l' Autriche de 2005 à 2007.